# René Merino Monroy
René Francis Merino Monroy (Santa Tecla, 30 de diciembre de 1963) es un militar salvadoreño que se desempeña como el Ministro de Defensa de El Salvador desde 2019 bajo la actual presidencia de Nayib Bukele, convirtiéndose en el primer oficial de la Fuerza Naval de El Salvador en desempeñarse como ministro de Defensa. 
Como ministro de Defensa, Merino ha apoyado las políticas de seguridad de Bukele, en particular las implementaciones tanto del Plan Control Territorial, un programa gubernamental de seguridad contra el crimen y las pandillas, como la represión nacional contra las pandillas, que desde entonces ha resultado en el arresto de más de 72.000 pandilleros desde marzo de 2022. Merino también participó en los acontecimientos del 9 de febrero de 2020, cuando el presidente de la República, Nayib Bukele, ingresó al Salón Azul de la Asamblea Legislativa escoltado por elementos de la Fuerza Armada de El Salvador, con el objetivo de que los diputados aprobaran un préstamo por 109 millones de dólares destinado al fortalecimiento de la Policía Nacional Civil y de la Fuerza Armada, en el marco del Plan Control Territorial. Los ascensos de Merino a contralmirante en 2019 y vicealmirante en 2020 dieron lugar a la polémica de los abogados sobre la edad máxima a partir de la cual se permiten los ascensos militares por la Ley de Carrera Militar. 

## Biografía
Nació el 30 de diciembre de 1963 en la ciudad de Santa Tecla, El Salvador. En enero de 1986 ingresó en la Escuela Militar Capitán General Gerardo Barrios de su localidad natal, y solo unos meses después, en junio de 1986, fue trasladado a Fort Moore en Columbus, Georgia (Estados Unidos) para tras un breve periodo regresar de nuevo a la Escuela Militar Capitán General Gerardo Barrios en diciembre de 1986.
En febrero de 1987 fue transferido a la Escuela Naval Arturo Prat en Valparaíso, Chile, y ya en diciembre de 1990 fue retransferido a la Escuela Militar Capitán General Gerardo Barrios, graduándose finalmente en marzo de 1990.

## Ministro de Defensa
Fue elegido por el presidente electo Nayib Bukele para ser Ministro de Defensa. Asumió el cargo el 1 de junio de 2019 reemplazando al entonces ministro David Munguía Payés, Fue el primer oficial de la Fuerza Naval de El Salvador en ocupar el cargo. El 11 de junio de 2019 declaró que tomaría medidas en contra la actividad de las pandillas en el país.
Tras estas declaraciones se enfrentó a críticas a principios del 2020, después de que el presidente Bukele lo ascendiera a contraalmirante el 31 de diciembre de 2019. En El Salvador, un oficial militar entra en «estado de retiro» a la edad de 55 años, lo que le impide recibir más promociones, pero Merino Monroy tenía 56 años en el momento de su promoción. Los abogados argumentaron que su ascenso era ilegal según el artículo 13 de la Ley de la Carrera Militar, pero Merino Monroy defendió su ascenso afirmando que «en el servicio activo soy el más antiguo de las Fuerzas Armadas. En la Armada somos menos los que obtenemos el grado de Contralmirante». Y agregó: «Me sometí, como todos mis ascensos militares, a las evaluaciones pertinentes, siendo evaluado por un tribunal de evaluación y selección designado en la administración anterior». Fue ascendido nuevamente el 1 de enero de 2021 al rango de Vicealmirante.
El 9 de febrero de 2020, Nayib Bukele y René Merino Monroy hicieron que 40 soldados ocuparan el edificio de la Asamblea Legislativa para presionar a los políticos a aprobar un préstamo de 109 millones de dólares de los Estados Unidos para financiar el «Plan de Control Territorial» de Bukele. El evento fue tildado de intento de autogolpe por parte de la Alianza Republicana Nacionalista (ARENA) y el Frente Farabundo Martí para la Liberación Nacional (FMLN). Fue citado a la Asamblea Legislativa el 21 de agosto de 2020 y preguntó quién ordenó militares a la Asamblea Legislativa, pero Merino Monroy se negó a responder.
| Predecesor: David Munguía Payés                 | Ministro de Defensa Nacional de El Salvador 2019 – Actualidad             | Sucesor: En el cargo                              |
| Predecesor: Cap. Miguel Ángel Castillo Guardado | Jefe del Estado Mayor General de la Fuerza Naval 23 ene 2015 – 1 jun 2019 | Sucesor: Cap. Alexander Rafael Carbajal Bocanegra |
| Predecesor: Ascenso interno                     | Comandante de la Flota jul 2014 – dic 2014                                | Sucesor: Cap. Omar Iván Hernández                 |
| Predecesor: Cap. José Mario Villalobos          | Comandante de la Base Naval de La Unión jul 2013 – jun 2014               | Sucesor: Cap. Exón Oswaldo Ascencio Albeño        |